# BTA-6

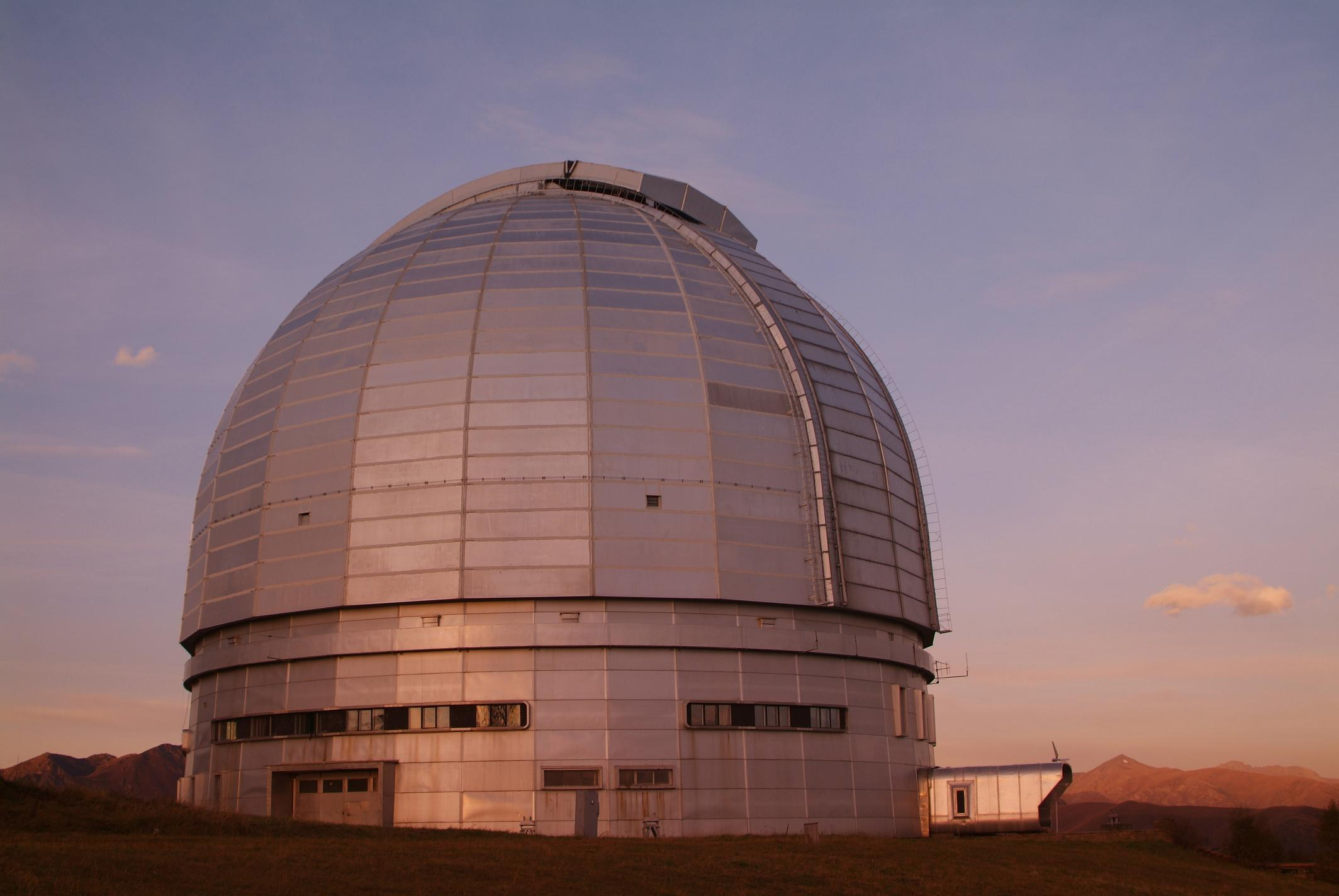
BTA-6天文台の全景

BTA-6 (ロシア語: БТА; Большой Телескоп Азимутальный, 英語: Large Altazimuth Telescope )は旧ソ連時代に建造されたロシア連邦の口径6mの大型反射望遠鏡である。カラチャイ・チェルケス共和国・ゼレンチュークスカヤ地区のコーカサス山脈に位置する。
1975年から1993年までの長期にわたり世界最大の望遠鏡だったものの、技術的その他の要因により充分な性能を発揮できなかった。それでもBTAの特徴的な設計はその後の大型望遠鏡に影響を与え、コンピュータ制御の経緯台式架台は赤道儀式架台に取って代わった。

## 建設
1960年11月にソビエト連邦科学アカデミー天文学評議会と望遠鏡建設委員会の合同会議が口径6mの大望遠鏡建設を決議した。この時の望遠鏡建設委員会長はアレクサンドル・ミハイロフであった。計画と建設はロモに一任された。
1964年にアメリカ合衆国とソビエト連邦の科学アカデミーの間で協定が成立し、設計主任のバグラート・K・イオアニッシァニ教授ら4人のソビエト連邦技術者がアメリカ合衆国を2ヶ月間訪問し、11月中旬の3日間ハーバード大学のスミソニアン天文台で赤道儀式架台と経緯台式架台の優劣、大型反射鏡の熱変形、望遠鏡のデジタル制御などについて合同の研究討論会を持った。
建設地はソビエト連邦内の16ヶ所を候補地として調査し、気象条件はアジア地域の方が良いことがわかったが、輸送の問題もあってゼレンチュクスカヤに近い標高2,100mのパツーコフ山に決定した。しかし、大気の状態が良くなく、スペックル・イメージングが用いられるまで解像度不足に悩まされることとなった。
鏡材はソビエト連邦で開発した低膨張ホウケイ酸ガラスであり、専用炉を設計し白金製の導管から型に流し込んで直径605cm、厚さ65cm、重量70tに鋳造、歪みを除去する焼なましには2年かかった。この両面を同心球面に磨き、メニスク型の一定厚とした。二枚失敗したのち、1968年に3枚目の鏡材は完成し船舶でロモに輸送された。ロモでは恒温室を含む設備を新しく作った。
主鏡は1974年6月に完成し、テストでは入射光の61％が直径0.5秒の円内に収まり、91％が直径1秒に収まると確認された。たわみによる弾性変形は4重の環状に配置された60ヶ所の支点で均等に支え、1/60波長以下になると推定された。この支持機構のため裏面に60個の穴を開けたために主鏡重量は42tとなった。
レニングラード（現サンクトペテルブルク）のロモ工場で完成した望遠鏡は船舶でロストフへ、さらに6台の40tトレーラーで天文台に運ばれた。1974年11月から試運転し、1975年12月に最初の星野写真を撮影、1977年1月から研究観測に入った。
ソ連崩壊後も観測が続けられてきたが、2007年までに主鏡のアルミニウムメッキを除去しようと硝酸を用いたところ、ガラスが腐食された。このため主鏡を交換することとなり、予算不足のため難航したものの2018年5月に交換された。これは、鋳造時に歪みが生じたため放置されていた2枚目の主鏡を削って成型したものである。

## 詳細
主鏡は口径605cm、焦点距離2497cm、F4の反射鏡であり、主焦点における写野直径は2分である。D・D・マクストフが設計した補正板を入れると焦点距離は2401cmとなり、直径12分に視野を拡大できる。ナスミス式望遠鏡として使用するときは直径76cmの凸双局面副鏡を入れ合成焦点距離180m、F30となる。ナスミス副鏡の直径が小さいのが特徴的である。類似の望遠鏡に比べて焦点距離が長く、ヘール望遠鏡の場合口径508cmF3.3である。光学系はリッチー・クレチアン式望遠鏡である。視野は1mmあたり8.6秒である。
運用は主にコダックのスペクトロスコピック感光材料IIaO写真乾板を水素増感しフィルターなしで露出時間30分から92分で撮影していた。
コンピュータ制御による経緯台式架台に搭載され「経緯台式大望遠鏡」（ボリショイ・テレスコープ・アジムタルヌーイ）の頭文字を取ってBTAと呼ばれた。回転には直径2.2mの玉軸受2個と直径6.6mの玉軸受1個を用いるユニークな3球システムを採用した。直径6.6mの鋼球は6m主鏡を研磨した研磨機で真球との誤差を0.02mm以下に仕上げてある。経緯台の特性上、望遠鏡を動かすと視野が回転してしまうため、主焦点領域を回転させて相殺する。
BTA-6は頑丈なドームに格納されている。最も高い部分は53 mの高さがある。シリンダ状の基盤からの高さは48 mである。ドームはとても大きく望遠鏡との間隔は12 mある。しかし、このため外気との温度差により大気の揺らぎが生じ、観測上の支障となっている。

## 成果
1983年10月12日、写真では世界で初めてハレー彗星を捉えた。
1979年当時M81を中心とするB2銀河団に所属する銀河は19個が知られていたが、V・E・カラチェンツェバとI・D・カラツェンツェフを中心とする研究グループは、1982年に新発見の8個を含む39個の矮小銀河がB2銀河団に所属すると発表、さらに1984年にはさらに淡い矮小銀河11個加えた。